# Vendargues
Vendargues is een gemeente in het Franse departement Hérault (regio Occitanie). De plaats maakt deel uit van het arrondissement Montpellier. Vendargues telde op 1 januari 2022 7.157 inwoners.
In 2018 werd hier een grote televisiestudio van France Télévisions geopend, waar het televisiejournaal en televisieseries worden opgenomen.

## Geografie
De oppervlakte van Vendargues bedroeg op 1 januari 2022 8,98 vierkante kilometer; de bevolkingsdichtheid was toen 797 inwoners per km².
De plaats ligt ongeveer tien kilometer ten noordoosten van Montpellier.

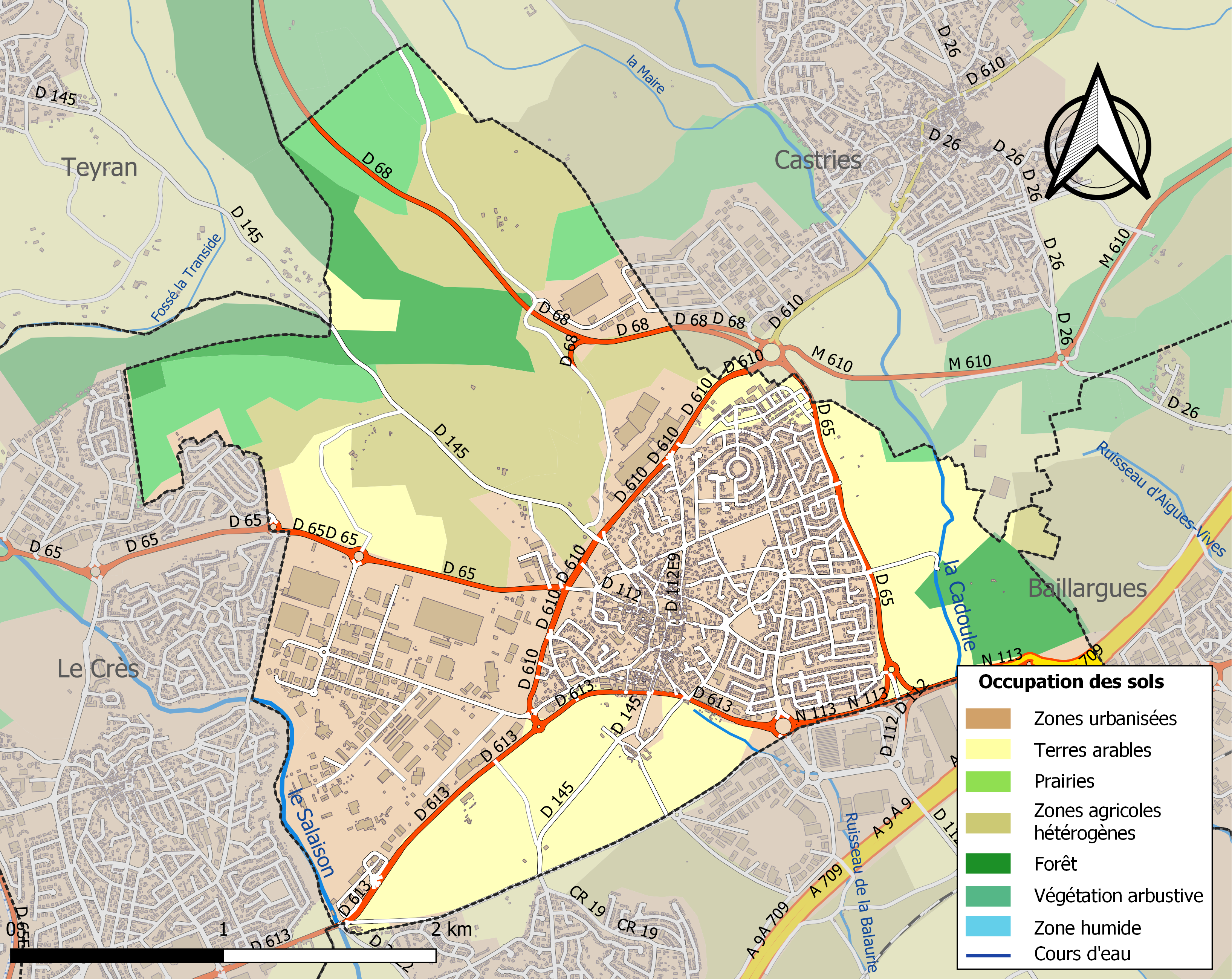
Kaart van de gemeente met belangrijkste infrastructuur, bodemgebruik en omliggende gemeenten

## Demografie
Onderstaande figuur toont het verloop van het inwonertal (bron: INSEE-tellingen).